# NGC 6227
NGC 6227 é uma nuvem estelar na direção da constelação de Scorpius. O objeto foi descoberto pelo astrônomo John Herschel em 1834, usando um telescópio refletor com abertura de 18,6 polegadas. 